# Ireneusz Miczka
Ireneusz Miczka (ur. 5 grudnia 1976) – polski śpiewak operowy (baryton).

## Życiorys
Uczęszczał do Szkoły Podstawowej nr 7 im. Adama Mickiewicza w Gliwicach. Ukończył z wyróżnieniem studia na Wydziale Wokalno-Aktorskim Akademii Muzycznej w Katowicach (2001).
Debiut sceniczny tego artysty miał miejsce w 2002 roku na scenie Gliwickiego Teatru Muzycznego. Ireneusz Miczka wystąpił w partii Figara w „Cyruliku sewilskim” Rossiniego. Szeroki repertuar estradowy umożliwia mu udział w licznych koncertach i festiwalach (m.in. im. Jana Kiepury w Krynicy oraz im. A.Didura w Sanoku. Wykształcony klasycznie nie ogranicza się tylko do muzyki poważnej. Aktywność zawodowa i pasje Ireneusza Miczki wykraczają poza sceny operowe. Artysta ujmuje pięknie brzmiącym, ciepłym głosem i naturalnością.
Jest laureatem I nagrody na III Ogólnopolskim Konkursie Moniuszkowskim w Łodzi. Zdobywca II nagrody na II Konkursie Polskiej Muzyki Wokalnej w Katowicach, laureatem IV Konkursu Wykonawstwa Polskiej Pieśni Artystycznej w Warszawie. Jest także finalistą XXXV Międzynarodowego Konkursu Wokalnego im. Antonina Dvořaka w Karlovych Varach. Technikę wokalną doskonalił na międzynarodowych kursach wokalnych. Dwa gliwickie spektakle operowe, w których brał udział Ireneusz Miczka: „Carmen” i „Cyrulik sewilski” uzyskały wyróżnienia odpowiednio: „Złota Maska” i „Najlepsze współczesne wykonanie dzieła Rossiniego”. Jest odtwórcą partii operowych, operetkowych i musicalowych m.in. w takich spektaklach jak: „Così fan tutte” W.A. Mozarta (Guglielmo, Don Alfonso), „Cyrulik sewilski” G. Rossiniego (Figaro), „Verbum nobile” (Stanisław) i „Straszny dwór” (Miecznik) S. Moniuszki, „Faust” C. Gounoda (Walenty), „Carmen” G. Bizeta (Escamillo, Dancairo), „Traviata” G. Verdiego (Germont), „Eugeniusz Oniegin” P. Czajkowskiego (Oniegin), „Borys Godunov” M. Musorgskiego (Mikiticz Pristaw), „Krakowiacy i Górale” W. Bogusławskiego (Bardos), „Zemsta nietoperza” J. Straussa (Falke, Frank), „Wesoła wdówka” F. Lehára (Mirko Zeta), „Domek trzech dziewcząt” F. Schuberta (Bruneder), „Noc w Wenecji” J. Straussa (Giorgio Testaccio), „Orfeusz w piekle” J. Offenbacha (Mars), „Ptasznik z Tyrolu” K. Zellera (Schneck), „Carmina Burana” C. Orffa, „Oklahoma!” R. Rodgersa (Jud Fry), „Dźwięki muzyki” R. Rodgersa (Kapitan Georg von Trapp) oraz „Koty” A. L. Webera.  W latach 2002–2015 współpracował z "Gliwickim Teatrem Muzycznym" obecnie Teatr Miejski w Gliwicach, Operą Wrocławską i Operą Śląską. Jako solista związany był z Zespołem Śpiewaków Miasta Katowice „Camerata Silesia”. Szeroki repertuar obejmujący także pieśni i oratoria prezentuje na koncertach w kraju i za granicą. Doskonale odnajduje się również w repertuarze muzyki rozrywkowej (koncertował m.in. z Ireną Santor). Jest częstym gościem muzycznych festiwali, m.in. Europejskiego Festiwalu im. Jana Kiepury w Krynicy Zdroju, Międzynarodowego Festiwalu Muzyki Wokalnej „Viva il canto” Cieszynie, Festiwalu im. Adama Didura w Sanoku, Międzynarodowy Festiwal Muzyczny im. Krystyny Jamroz w Busku-Zdroju.
W spektaklach operowych realizowanych w Gliwickim Teatrze Muzycznym poza kreowaniem partii scenicznych pełni również funkcję asystenta reżysera.
Na swoim koncie artysta ma nagrania dla Telewizji Polskiej oraz realizację nagrania DVD opery „Carmen” G. Bizeta (z udziałem Małgorzaty Walewskiej i Marcello Bedoniego, 2008) – spektakl otrzymał Złotą Maskę – dla najlepszego spektaklu roku.
Od 2016 roku występuje razem z Czesławem Majewskim i Januszem Tylmanem w serii przedstawień „Śpiewające fortepiany - koncertowo i z humorem”.